# Czarna (gmina w powiecie łańcuckim)
Czarna – gmina wiejska w województwie podkarpackim, w powiecie łańcuckim. W latach 1975–1998 gmina położona była w województwie rzeszowskim.
Siedzibą gminy jest Czarna.
Gmina Czarna jest oddalona o kilka kilometrów na północny zachód od Łańcuta. Pod względem geograficznym Czarna leży w obrębie Płaskowyżu Kolbuszowskiego, Pradoliny Podkarpackiej i Podgórza Rzeszowskiego, w południowej części Kotliny Sandomierskiej, w dolinie Wisłoka. Przeważają tutaj tereny równinne, z rzadka urozmaicone niewielkimi wzniesieniami, z których najwyższe to: Królewska Góra (261 m n.p.m.) w Medyni Głogowskiej oraz wywyższenie Zalas (259 m n.p.m.) między Rakszawą, a Zalesiem. 
Według danych z 31 grudnia 2010 roku gminę zamieszkiwało 11 129 osób.

## Struktura powierzchni
Według danych z roku 2002 gmina Czarna ma obszar 78,11 km², w tym:
- użytki rolne: 56%
- użytki leśne: 36%

Gmina stanowi 17,28% powierzchni powiatu.

## Demografia

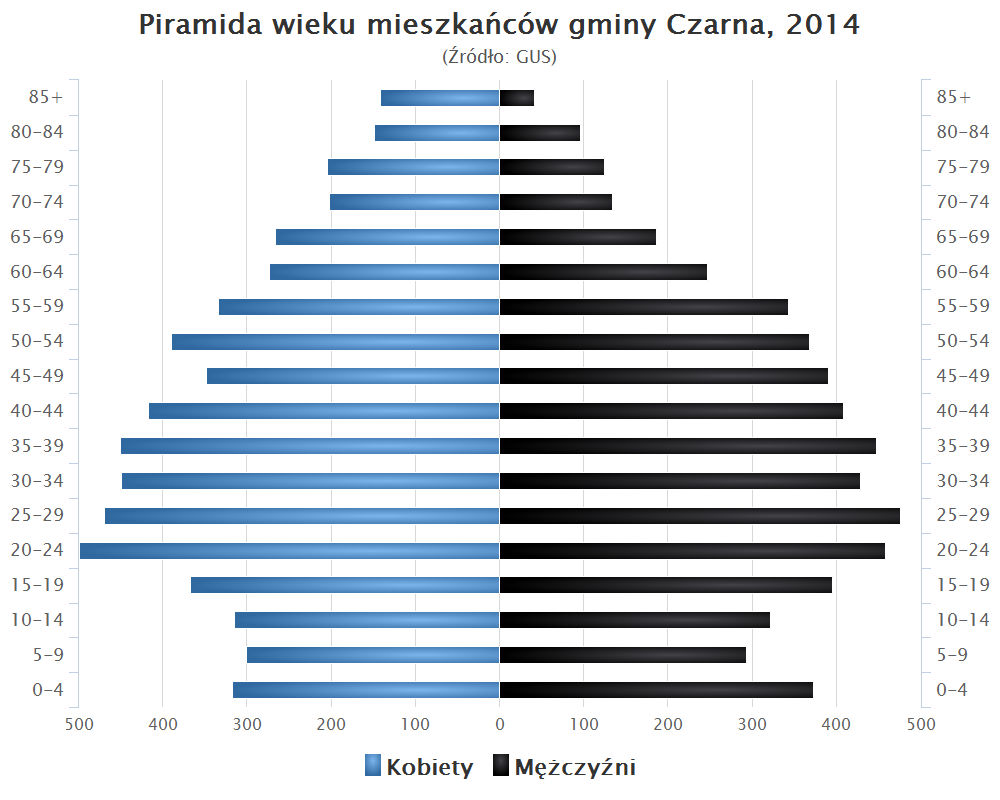
Piramida wieku mieszkańców gminy Czarna w 2014 roku

| Aktualizacja    | Opis                              | Ogółem | Ogółem | Kobiety | Kobiety | Mężczyźni | Mężczyźni |
| --------------- | --------------------------------- | ------ | ------ | ------- | ------- | --------- | --------- |
|                 | jednostka                         | osób   | %      | osób    | %       | osób      | %         |
| 31 grudnia 2010 | populacja                         | 11 129 | 100    | 5748    | 51,6    | 5382      | 48,4      |
| 31 grudnia 2010 | gęstość zaludnienia (mieszk./km²) | 142,5  | 142,5  | 73,6    | 73,6    | 68,90     | 68,90     |

## Sołectwa
Czarna, Dąbrówki, Krzemienica, Medynia Głogowska, Medynia Łańcucka, Pogwizdów, Wola Mała, Zalesie.

## Sąsiednie gminy
Białobrzegi, Krasne, Łańcut, Łańcut, Rakszawa, Sokołów Małopolski, Trzebownisko, Żołynia